# Olof Hansson (orgelbyggare)
Olof Hansson, född februari 1735, död 4 april 1777 i Sya. han var en svensk amatörorgelbyggare och sockenman.

## Biografi
Hansson flyttade 1763 till Fröstad i Östra Tollstad. Hansson avled 4 april 1777 på Kyrksätter i Sya.
Den 11 augusti 1777 ansökte Hansson hos Kungliga Musikaliska Akademien om att få bygga orgelverk.

### Familj
Han gifte sig 1761 med Catharina Nilsdotter. De fick tillsammans barnen Brita (född 1763) och Nils (född 1766).

## Orglar
| År   | Ursprunglig kyrka | Stift      | Manualer | Pedal | Stämmor | Bevarad orgel/fasad | Övrigt |
| ---- | ----------------- | ---------- | -------- | ----- | ------- | ------------------- | --- |
| 1775 | Sya kyrka         | Linköpings |          |       | 9       | Nej/Nej             | Den 24 november 1774 kom man överens om att Hansson skulle skänka en orgel till kyrkan. Man kom även överens om att församlingen skulle betala skatten till hemmanet Kyrkosätter i Sya. 1781–1782 reparerades orgeln av Lars Strömblad. Orgeln reparerades 1799 av Johan Adolph Mecklin, Linköping och 1829 av Nils Ahlstrand, Norra Solberga. Ett nytt orgelverk byggdes 1867 av Per Åkerman, Stockholm. |